# Тобизены
Тобизены (нем. von Tobiesen), также Тобизины, Тобызины — дворянский род Российской империи.

## История рода
Родоначальником рода является Лудольф Герман Тобизен (1777—1839). В 1801 году получил степень доктора философии, в 1918 году назначен профессором математики и философии в обсерваторию и навигационную школу в Данциге. В 1820 году поступил на службу в Российской империи морским астрономом 7 класса. Он поселился с семьёй в Кронштадте.
5 июля 1839 определением Санкт-Петербургского Дворянского Депутатского Собрания Лудольф Герман Тобизен был признан в потомственном дворянском достоинстве с внесением рода в Дворянскую родословную книгу Санкт-Петербургской губернии.
28 марта 1841 года его сыновья жалованы дипломом на потомственное дворянское достоинство Российской империи.
C 1801 года был женат на Марии Маргарите Кунке (1779—1840), родом из Киля. В семье родилось 6 детей, среди которых:
- Герман Лудольф (Ludolph Hermann) Тобизен (1802 — 1850) — капитан торгового судна «Святой Николай».
- Иван Романович (Johannes Conrad) фон Тобизен (1808 — 1878) — русский вице-адмирал, командир Ревельского порта[3].
- Август Романович фон Тобизен (August Friedrich) (1810—1885) — генерал-майор корпуса жандармов, начальник Финляндского жандармского управления.
  - Герман Августович (Hermann Friedrich Johannes) фон Тобизен (1845 — 1917) — государственный деятель Российской империи, томский и харьковский губернатор, сенатор, действительный тайный советник.

Причина несовпадения отчества «Романович» точно не известна: это могло быть сделано либо для простоты употребления, либо в связи с традициями записи иностранных имён того времени.
8 марта 1894 года вдова вице-адмирала Сельма фон Тобизен (1832–1896) и ее дети были внесены в рыцарский матрикул Эстляндской губернии.

## Описание герба
Щит поделён на четыре части. В первом серебряном поле от правого верхнего к левому нижнему углу голубая дуга. На её середине, между двух золотых пятиконечных звезд, золотой полумесяц рогами вправо. Во второй части в золотом поле меч, остриём вверх. В третьей, в красном поле лежащий золотой лев. В четвёртом голубом поле серебряная крепость.
Над щитом дворянский коронованный шлем. Нашлемник — рука, повёрнутая вправо в серебряных латах с мечом. Намёт голубой, подложен золотом и серебром.